# Laurin & Klement E
Der Laurin & Klement E mit der Bezeichnung 24/30 HP wurde als größtes PKW-Modell parallel zum Typ B und Typ C gebaut. Wie seine Schwestermodelle kam er 1906 heraus, und zwar als Doppelphaeton (offener 4-Sitzer) „Roi des Belges“. Das Modell E wurde von 1906 bis 1909 gebaut, es wurden insgesamt 16 Stück hergestellt.
Der wassergekühlte, seitengesteuerte Vierzylinder-Viertakt-Motor mit T-Kopf hatte einen Hubraum von 4562 cm³ und eine Leistung von 35 PS (26 kW). Er beschleunigte das Fahrzeug bis auf 85 km/h. Über das separate Getriebe und eine Kardanwelle wurde die Antriebskraft an die Hinterräder weitergeleitet. Der Rahmen des Wagens bestand aus genieteten Stahl-U-Profilen.

## Quelle
- Fahrzeughistorie von Skoda.de
- Legenden von Skoda.de
- www.auta5p.eu, über Modell E